# Jeremy Hazell
Jeremy Hazell (Harlem, 25 marzo 1986) è un ex cestista statunitense.